# Swindle
Swindle é um filme de Nickelodeon que estreou em 24 de agosto de 2013, na Nickelodeon. Ele estrelou Noah Crawford, Chris O'Neal, Jennette McCurdy, Noah Munck, Ariana Grande, Ciara Bravo e Fred Ewanuick. Swindle é baseado no livro de mesmo nome escrito por Gordon Korman. É sobre um menino chamado Griffin (Noah Crawford), que encontra um cartão de beisebol que é valioso e vale um milhão de dólares, mas ele acidentalmente vende o cartão que o deixa com a perda de milhões de dólares, então ele recruta seu melhor amigo Ben (Chris O'Neal), bem como os seus colegas a recuperar o cartão de beisebol. Uma espreitadela estreou na Nickelodeon durante os episódios de Sam & Cat "#GoomerSitting" em 27 de julho de 2013 , "#ToddlerClimbing" em 03 de agosto de 2013, e "#MommaGoomer" em 10 de agosto de 2013. O SBT adquiriu o filme em 2015 e apresentou pela primeira vez em 3 de dezembro de 2016 na sessão de filmes Cine Belas Artes.

## Enredo
O filme começa de uma cena do futuro, e, em seguida, retorna ao início de dizer o que aconteceu: Um adolescente chamado Griffin - "O Cérebro" (Noah Crawford) e seu amigo Ben - "O melhor amigo" (Chris O'Neal) encontram uma caixa com um cartão de beisebol que vale até 1,2 milhões de dólares, mas por não saberem, vendem-no para P -aul Swindell "O Vigarista" (Fred Ewanuick) por apenas $350. No dia seguinte, ao verem um programa de televisão em que Swindell diz o quanto o cartão de vale eles tentam recuperá-lo, porém Swindell não o devolve. Griffin, em seguida, decide formar uma equipe para ajudar a roubar o cartão de volta. Os recrutados são Savannah - "A Atriz" (Jennette McCurdy), Darren - "Os Músculos" (Noah Munck) e Amanda - "A Ginasta" (Ariana Grande). Melissa (Ciara Bravo), tenta entrar na equipe, mas Griffin e Ben rejeitam-na.
Sua primeira tentativa é invadir a loja de Swindell e roubar o cartão quando ele estiver longe. Para isso, Savannah e Darren devem o distrair, enquanto Griffin, Ben e Amanda tentam encontar o cartão. Eles encontram o cartão na última hora, mas antes de saírem, Swindell volta. Eles se movem em silêncio e tentam sair e, antes que eles consigam, Griffin coloca o cartão de volta. O alarme de segurança de alguma forma se desliga, possibilitando a fuga do grupo. Quando eles saem descobrem que Melissa invadiu o sistema e desativou o alarme. Ela pede para estar no grupo e Griffin a rejeita novamente, mas ela diz que vai contar a seus pais o plano de seu irmão se ele não aceitá-la na equipe (revelando ao resto do grupo que ela é sua irmã.) Ele então a aceita e ela se torna conhecida como "A Hacker". Quando Savannah retorna, Griffin revela seu novo plano. Para isso, Amanda deveria convence um nerd rico a emprestá-la um capitão Cybertor de cabelos vermelhos, que vale US $ 80.000.
Em seguida, a cena é transferida para o dia do Plano, no hotel Lakeshore. Melissa invade o sistema do hotel, reservando a suíte presidencial para a "filha" de Swindell (que na verdade é Savannah), e a suíte porão para o mesmo. Na suíte, Melissa invade as câmeras de segurança e vê o que está acontecendo. Savannah e Darren se disfarçam de crianças alemãe e se deixam enganar por Swindell vendendo o brinquedo de 80.000 dólares por apenas 10 dólares. Griffin se veste como o anfitrião do evento e, enquanto isso, Amanda troca o boneco de cabelos vermelhos por um de cabelos azuis (que é comum). Swindell vende o boneco para um russo chamado Ivan Volkov, que sempre anda rodeado por dois brutamontes.
Ben é notado por Swindell, que o reconhece e, ao fugir, deixa cair o cartão da suíte presidencial. O vilão vai para o quarto e encontra os seis na varanda. Eles revelam que têm o real capitão Cybertor de cabelos vermelhos e o oferecem em roca do cartão de baseball. O brinquedo acaba caindo do prédio e indo parar em cima de um bolo de casamento. Todos perseguem o brinquedo até chegar em um casamento grego, que é totalmente arruinado por uma guerra de comida. O brinquedo acaba ficando com Griffin e seu time e, quando Volkov ameaça Swindell, o vilão aceita a proposta, trocando o cartão pelo brinquedo. Ao tentar fugir do hotel, Swindell é interrompido pela segurança, pois  todas as despesas de Griffin e seus amigos foram debitadas em seu cartão. Além disso, ele acaba descobrindo que os $ 80.000 eram falsos, e o homem russo revela ser "O Ator" e pai de Savannah.
No final do filme, Ben dá a cada um $25.000 e, ao saírem do colégio, uma menina vem até eles e explica que ela foi enganada e seu papagaio, que vale $20.000 foi roubado. Ela pergunta se eles podem ajudá-la. Olhando para os outros cinco, ele concorda, e o filme termina mostrando os seis andando, mas Ben tropeça e derrama a sua bebida. Isso poderia levar a uma sequência baseada no próximo livro da série.

## Elenco

### Elenco Principal
- Noah Crawford como Griffin Bing, "O Cérebro"
- Chris O'Neal como Ben, "O Melhor Amigo"
- Ariana Grande como Amanda Benson , "A Ginasta"
- Jennette McCurdy como Savanah Wescott, "A Atriz"
- Noah Munck como Darren Vader, "O Fortão"
- Ciara Bravo como Melissa Bing, "A Hacker"
- Fred Ewanuick como Paul Swindell, "O Vigarista"

### Elenco Secundário
- Sandy Robson como Anton Leferve

- Gardiner Millar como Ivan Volkov / Mr. Wescott, "O Ator"

- Mitchell Duffield como Eddie Goldmeyer

- Chris Shields como o pai de Ben

- Lucia Walters como a mãe de Ben

- Farrah Aviva como a Noiva

- Aurelio Dinunzio como o pai da noiva

- Phillip Lee como o Joey Jock

- Marrett Green como Repórter

- Ecstasia Sanders como Gerente do hotel